# Loisbach (Pfreimd)
Der Loisbach ist ein 15 km langer, linker Zufluss der Pfreimd im Landkreis Neustadt an der Waldnaab in der Oberpfalz in Bayern.

## Verlauf
Der Loisbach bildet sich aus der Vereinigung von zahlreichen Bächen, die an den Nordhängen des Stückberges und des Stangenberges entspringen.
Dieses gesamte System von Bächen einschließlich Ödbach und Thalerwiesbach und deren Nebenflüssen wird im Verzeichnis der Bach- und Flussgebiete in Bayern, Flussgebiet Naab, Stand: 2012, unter der Gebietskennzahl 1448 und der Gebietsbezeichnung Loisbach - Mühlbach - Ödbach zusammengefasst.
Der eigentliche Loisbach beginnt erst mit der Einmündung des Thalerwiesbach in den Ödbach bei der Heckermühle.

### Quellbäche des Loisbachs
An den Nordhängen des Stückberges und des Stangenberges entspringen zahlreiche Quellen.
Sie bilden viele Bäche, die versickern, wieder zu Tage treten, sich vielfältig verzweigen und wiedervereinigen.
Die Übersicht wird weiter dadurch erschwert, dass einerseits diese Bächlein auf kurzem Lauf mehrfach ihre Namen wechseln und andererseits verschiedene Bäche denselben Namen tragen und als derselbe Bach angesehen werden.
Alle diese Bäche fließen nach Norden in Richtung Eslarn von den Hängen hinab und vereinigen sich bis zur Heckermühle zum Loisbach.

#### Ödbach
Einer der Quellbäche des Loisbaches ist der Ödbach.
Der Ödbach bildet sich wiederum aus zwei Bächen, die beide als Ödbach bezeichnet werden.
Der westliche davon entspringt an den Nord- und Nordosthängen des Stangenberges westlich von Oberlangau.
Der östliche entspringt an den Nordhängen des Stückberges.
Er nimmt von rechts den Steinbach auf.
Beide Arme vereinigen sich nördlich von Premhof und spalten sich sofort wieder in einen westlichen und einen östlichen Arm auf.
Der westliche Arm nimmt bei Heckermühle den Thalerwiesbach von links auf und heißt ab hier Loisbach.
200 m weiter mündet von rechts der östliche Arm des Ödbaches in den Loisbach.

#### Thalerwiesbach
Der Thalerwiesbach entspringt am Nordhang des Stangenberges aus dem Eisenbrunnen.
Er heißt auf seinen ersten 500 m nach der Quelle Eisenbrunnenbach, dann für einen weiteren Kilometer Wolfslohbach und schließlich den letzten Kilometer bis zu seiner Mündung in den Ödbach Thalerwiesbach.

### Loisbach ab Heckermühle
Bei der Heckermühle sind die Wasser des Thalerwiesbach und des Ödbach zu einem kleinen Weiher aufgestaut aus dem sie als Loisbach nach Nordosten weiter fließen.
Nach 580 m mündet in der Stockwiese von rechts der Lindauer Bach.
Der Loisbach macht hier einen scharfen Knick nach Norden und gelangt nach weiteren 800 m nach Eslarn.
Er durchfließt Eslarn von Süden nach Norden, zunächst den Eslarner Stadtpark, dann parallel zum Bockl-Radweg bis zum nordwestlichen Stadtrand Eslarns.
Hier biegt er nach Westen ab.
Nach 500 m nimmt er den Grellenbach von links auf, wendet sich für 500 m nach Nordosten und nimmt dann wieder seine nordwestliche Richtung auf.
3,7 km nach der Mündung des Grellenbaches mündet der Eiterbach ebenfalls von links.
Nach weiteren 12,66 km mündet der Loisbach bei Hechtlmühle in die Pfreimd.

## Zuflüsse
- Thalerwiesbach, Quellbach, Zusammenfluss von links mit Ödbach bei der Heckermühle
- Ödbach, Quellbach, Zusammenfluss von rechts mit Thalerwiesbach bei der Heckermühle
- Lindauer Bach von rechts
- Grellenbach von links
- Eiterbach von links

## Naturschutz
Das Gebiet um Pfreimd und Loisbach ist als FFH-Gebiet und Natura 2000 Gebiet mit der Gebiets-Nummer 6340-371 ausgewiesen.
Die in diesem Gebiet vertretenen Lebensraumtypen sind: Feuchte Hochstaudenfluren, Magere Flachland-Mähwiesen, Erlen-Eschen- und Weichholzauenwälder, Fließgewässer mit flutender Wasservegetation.
Es kommen hier vor: Fischotter, Groppe, Bachneunauge, Grüne Flussjungfer.